# Geniostoma weinlandii
Geniostoma weinlandii là một loài thực vật có hoa trong họ Mã tiền. Loài này được K.Schum. mô tả khoa học đầu tiên năm 1905.